# Alejandro González Iñárritu
Alejandro González Iñárritu (Mexico-Stad, 15 augustus 1963) is een Mexicaanse filmregisseur, scenarioschrijver en filmproducent. Hij ontving zowel in 2015 (Birdman) als in 2016 (The Revenant) de Oscar voor beste regisseur.

## Biografie
Alejandro González Iñárritus eerste speelfilm was Amores perros en kwam uit in 2000. De film werd genomineerd voor de Oscar in de categorie beste niet-Engelstalige film. Latere films zijn 21 Grams en Babel. Voor de laatste kreeg Iñárritu op 25 januari 2007 zeven Oscarnominaties. Met de film Birdman wist Iñárritu drie Oscars binnen te slepen: beste film, beste regisseur en beste originele scenario. Een jaar later won Iñárritu wederom de Oscar voor beste regisseur, ditmaal voor de film The Revenant.

## Filmografie
| Jaar | Titel                                           | Regisseur | Producent | Schrijver | Opmerking          |
| ---- | ----------------------------------------------- | --------- | --------- | --------- | ------------------ |
| 2000 | Amores perros                                   | Ja        | Ja        | Verhaal   | Alsook filmmonteur |
| 2003 | 21 Grams                                        | Ja        | Ja        | Verhaal   |                    |
| 2006 | Babel                                           | Ja        | Ja        | Verhaal   |                    |
| 2008 | Rudo y Cursi                                    | Nee       | Ja        | Nee       |                    |
| 2010 | Biutiful                                        | Ja        | Ja        | Ja        |                    |
| 2014 | Birdman or (The Unexpected Virtue of Ignorance) | Ja        | Ja        | Ja        |                    |
| 2015 | The Revenant                                    | Ja        | Ja        | Ja        |                    |
| 2022 | Bardo                                           | Ja        | Ja        | Ja        |                    |

Korte films
| Jaar | Titel                 | Regisseur | Producent | Schrijver | filmmonteur | Opmerking                       |
| ---- | --------------------- | --------- | --------- | --------- | ----------- | ------------------------------- |
| 1996 | El timbre             | Ja        | Ja        | Ja        | Ja          |                                 |
| 2001 | Powder Keg            | Ja        | Nee       | Ja        | Ja          | The Hire series voor BMW        |
| 2002 | 11'09"01 September 11 | Ja        | Ja        | Ja        | Ja          | Episode #07: "Mexico"           |
| 2007 | ANNA                  | Ja        | Ja        | Ja        | Nee         | Segmenten van Chacun son cinema |
| 2012 | Naran Ja              | Ja        | Ja        | Ja        | Nee         |                                 |
| 2017 | Flesh and Sand        | Ja        | Nee       | Ja        | Nee         |                                 |

- Bibsys: 1091298
- Biblioteca Nacional de España: XX1598419
- Bibliothèque nationale de France: cb14049992p (data)
- CiNii: DA17556829
- Gemeinsame Normdatei: 128799587
- International Standard Name Identifier: 0000 0001 2141 7444
- Library of Congress Control Number: no2002001249
- Nationale Bibliotheek van Letland: 000243782
- MusicBrainz: c5990191-1ae2-4367-b756-07104f6ae841
- Nationale Bibliotheek van Tsjechië: jx20050414011
- Nationale bibliotheek van Australië: 41102197
- Nationale Bibliotheek van Israël: 987007601058405171
- Nationale Bibliotheek van Polen: a0000002986696
- Nationale en Universitaire bibliotheek Zagreb: 000608895
- Nederlandse Thesaurus van Auteursnamen: 229906680
- Réseau des bibliothèques de Suisse occidentale: 02-A011120804
- LIBRIS: 245621
- Système universitaire de documentation: 067274374
- Trove: 1452122
- Virtual International Authority File: 84317839
- WorldCat: E39PBJmHHrFmpV4dmB7W46mrv3